# Ștrumfii
Ștrumfii (în franceză : Les Schtroumpfs) este numele generic al unor creaturi fictive, de culoare albastră, care sunt personajele principale ale unei benzi desenate cu titlu omonim, creată în anul 1958 de desenatorul belgian Peyo (Pierre Culliford). Au apărut pentru prima dată în seria de benzi desenate Johan et Pirlouit în revista belgiană Spirou. În 1981, o serie cu Ștrumfii a fost creată de studioul Hanna-Barbera. În 2011 a avut premiera în cinematografe a unui film live-action cu Ștrumfii din 26 august. Din 2020 Editura Arthur publică volumele de Ștrumfii în România.
Numele de ștrumfi reprezintă varianta românească a titlului original din limba franceză Les Schtroumpfs și cea olandeză De Smurfen. În engleză sunt cunoscuți sub numele de Smurfs.

## Acțiune
Ștrumfii trăiesc într-un sătuc de case-ciuperci în pădurea fermecată. Conduși de Tata Ștrumf, minusculele creaturi asemănătoare cu elfii trăiesc în pace și tihnă. Singura amenințare o reprezintă odiosul vrăjitor Gargamel și nesuferitul motan Azrael, care au grijă să le tulbure liniștea oricând au ocazia.

## Benzi desenate

### Johan et Pirlouit
- 9 La flûte à six schtroumpfs, 1960
- 10 La Guerre des sept fontaines, 1961
- 12 Le Pays maudit, 1964
- 13 Le Sortilège de Maltrochu, 1970
- 14 La horde du corbeau, 1994
- 16 La Nuit des Sorciers, 1998

### Les Schtroumpfs
Ștrumfii
- 1 Les Schtroumpfs noirs, 1963 (Ștrumfii negri, 2020)
- 2 Le Schtroumpfissime, 1965
- 3 La Schtroumpfette, 1967 (Ștrumfița, 2021)
- 4 L’Œuf et les Schtroumpfs, 1968 (Oul și ștrumfii, 2021)
- 5 Les Schtroumpfs et le Cracoucass, 1969 (Ștrumfii și pasărea-monstru, 2022)
- 6 Le Cosmoschtroumpf, 1970
- 7 L’apprenti Schtroumpf, 1971
- 8 Histoires de Schtroumpfs, 1972
- 9 Schtroumpf vert et vert Schtroumpf, 1972
- 10 La Soupe aux Schtroumpfs, 1976
- 11 Les Schtroumpfs olympiques, 1983
- 12 Le Bébé Schtroumpf, 1984
- 13 Les P’tits Schtroumpfs, 1988
- 14 L’Aéroschtroumpf, 1990
- 15 L’étrange réveil du Schtroumpf Paresseux, 1991
- 16 Le Schtroumpf Financier, 1992
- 17 Le Schtroumpfeur de Bijoux, 1995
- 18 Docteur Schtroumpf, 1996
- 19 Le Schtroumpf Sauvage, 1998
- 20 La Menace Schtroumpf, 2000
- 21 On ne schtroumpfe pas le progrès, 2002
- 22 Le Schtroumpf reporter, 2003
- 23 Les Schtroumpfs joueurs, 2005
- 24 Salade de Schtroumpfs, 2006
- 25 Un enfant chez les Schtroumpfs, 2007
- 26 Les Schtroumpfs et le Livre qui dit tout, 2008
- – Les Schtroumpfeurs de flûte, 2008
- 27 Schtroumpf les Bains, 2009
- 28 La Grande Schtroumpfette, 2010
- 29 Les schtroumpfs et l'arbre d'or, 2011
- 30 Les schtroumpfs de l'ordre, 2012
- 31 Les schtroumpfs à Pilulit, 2013
- 32 Les Schtroumpfs et l’Amour Sorcier, 2014
- 33 Schtroumpf le héros, 2015
- 34 Les Schtroumpfs et le Demi-génie, 2016
- 35 Les Schtroumpfs et les haricots mauves, 2017
- 36 Les schtroumpfs et le dragon du lac, 2018 (Ștrumfii și dragonul lacului, 2020)
- 37 Les Schtroumpfs et la machine à rêver, 2019
- 38 Les schtroumpfs et le vol des cigognes, 2020
- 39 Les schtroumpfs et la tempête blanche, 2021
- 40 Les schtroumpfs et les enfants perdus, 2022
- 41 Gargamel l'ami des Schtroumpfs, 2023

### Les Schtroumpfs et le Village des Filles
Ștrumfii și satul fetelor
- 1 La Forêt interdite, 2017 (Pădurea interzisă, 2020)
- 2 La Trahison de Bouton d'Or, 2018 (Trădarea Gălbenicăi, 2020)
- 3 Le Corbeau, 2019 (Corbul, 2022)
- 4 Un nouveau départ, 2020
- 5 Le Bâton de saule, 2022

### Grandir avec les Schtroumpfs
Creștem cu ștrumfii
- Le Schtroumpf qui avait peur du noir (Ștrumful căruia îi era frică de întuneric, 2023)
- Le Schtroumpf qui était maladroit (Ștrumful foarte neîndemânatic, 2022)
- Le Schtroumpf qui n'aimait que les desserts
- La Schtroumpfette est un Schtroumpf comme les autres
- Le Schtroumpf qui trouvait tout injuste
- Le Schtroumpf qui racontait des mensonges
- Le Schtroumpf qui voulait tout tout de suite
- Le Schtroumpf qui jetait ses déchets n'importe où
- Le Schtroumpf qui avait perdu un ami
- Le Schtroumpf qui se sentait rejeté

## Ecranizări
- La Flûte à six schtroumpfs (1975), film
- Ștrumfii (1981–1989), serial TV
- Ștrumpfii (2011), film
- Ștrumpfii 2 (2013), film
- Ștrumpfii: Satul Pierdut (2017), film
- Ștrumfii (2021), serial TV